# Stellidia tritonias
Stellidia tritonias är en fjärilsart som beskrevs av George Francis Hampson 1926. Stellidia tritonias ingår i släktet Stellidia och familjen nattflyn. Inga underarter finns listade i Catalogue of Life.